# أندرياس بونيفي
أندرياس بونيفي هو قسيس وسياسي نرويجي، ولد في 6 مارس 1782، وتوفي في 10 مارس 1833. انتخب نائب عضو برلمان النرويج ‏ عن دائرة Kongsberg ‏ خلال فترته النيابية ‏ (1818 – 1820) وانتخب عضو برلمان النرويج ‏ عن دائرة Kongsberg ‏ خلال فترته النيابية ‏ (1815 – 1817).